# Ľubomír Moravčík
Ľubomír Moravčík (født 22. juni 1965) er en tidligere slovakisk fodboldspiller.

## Slovakiets fodboldlandshold
| Tjekkoslovakiets landshold | Tjekkoslovakiets landshold | Tjekkoslovakiets landshold |
| År                         | Kmp                        | Mål                        |
| -------------------------- | -------------------------- | -------------------------- |
| 1987                       | 1                          | 0                          |
| 1988                       | 3                          | 0                          |
| 1989                       | 8                          | 1                          |
| 1990                       | 12                         | 1                          |
| 1991                       | 6                          | 2                          |
| 1992                       | 6                          | 1                          |
| 1993                       | 6                          | 1                          |
| Total                      | 42                         | 6                          |

| Slovakiets landshold | Slovakiets landshold | Slovakiets landshold |
| År                   | Kmp                  | Mål                  |
| -------------------- | -------------------- | -------------------- |
| 1994                 | 6                    | 2                    |
| 1995                 | 8                    | 0                    |
| 1996                 | 5                    | 1                    |
| 1997                 | 3                    | 0                    |
| 1998                 | 10                   | 3                    |
| 1999                 | 0                    | 0                    |
| 2000                 | 6                    | 0                    |
| Total                | 38                   | 6                    |